# Petr Skála
Petr Skála (* 1957) je český lékař a politik, bývalý senátor za obvod č. 5 – Chomutov.

## Profese
Od roku 1981 se v Chomutově věnuje chirurgii a sportovní medicíně, má vlastní soukromou ambulantní praxi. Pracuje také v Nemocnici s poliklinikou v Chomutově.

## Politická kariéra
Nikdy nebyl členem žádné strany. V roce 2006 se rozhodl, že bude kandidovat na uvolněné senátorské místo v Chomutově. Díky své popularitě, kterou získal především vlastní lékařskou praxí, dokázal sehnat 10 000 podpisů, a nemusel tak kandidovat za žádnou politickou stranu či hnutí. V samotných senátních volbách dokázal v obou kolech porazit občanskodemokratickou primátorku města, Ivanu Řápkovou, a ve druhém kole volby dokonce obdržel 73,38 % hlasů.
V Senátu působil ve Výboru pro zdravotnictví a sociální politiku a stal se členem Klubu otevřené demokracie. V horní komoře pracoval pouze tři měsíce, poté odstoupil kvůli srdečním potížím. Jedná se tak o prvního senátora, který z horní komory odešel ze zdravotních důvodů.